# Parlamentswahl in Thailand 2023
- MFP: 151
- PTP: 141
- Sonst.: 26
- BJT: 71
- CP: 10
- DP: 24
- PPRP: 41
- RTSC: 36

Die Parlamentswahl in Thailand 2023 fand am 14. Mai 2023 statt. Sie war nach der Parlamentswahl in Thailand 2019 die zweite Parlamentswahl nach dem Militärputsch im Mai 2014.
Als Gewinnerin der Wahl ging die von Pita Limjaroenrat angeführte Fortschrittspartei hervor mit 151 von 500 gewonnenen Sitzen im Parlament, bei einer Wahlbeteiligung von 75,71 %. Inoffizielle Ergebnisse wurden am 15. Mai und offizielle Ergebnisse am 25. Mai 2023 bekannt gegeben.

## Wahlsystem
Das thailändische Parlament – die Nationalversammlung – besteht aus zwei Kammern: dem Repräsentantenhaus mit 500 und dem Senat mit 250 Mitgliedern. Nur das Repräsentantenhaus wird bei dieser Wahl gewählt. Die 250 Senatoren wurden vom „Nationalen Rat zur Erhaltung des Friedens“ ernannt. Bei der Wahl des Ministerpräsidenten stimmen alle 750 Mitglieder der Nationalversammlung – beide Kammern – gemeinsam ab.
Nach dem geltenden Wahlrecht werden 400 der 500 Sitze im Repräsentantenhaus als Direktmandate in den Wahlkreisen vergeben. Die übrigen 100 Sitze werden proportional über landesweite Parteilisten verteilt, wobei die Direktmandate der Partei angerechnet werden. Eine Partei, die im Verhältnis zu ihrem Stimmenanteil schon viele Direktmandate hat, bekommt also keine weiteren Sitze für die Parteiliste. Eine Partei, deren Direktmandate hinter ihrem landesweiten Stimmenanteil zurückbleiben, erhält hingegen zum Ausgleich weitere Sitze über die Parteiliste.
Aufgrund der Erhöhung der Zahl der direkt in den Wahlkreisen gewählten Abgeordneten des Repräsentantenhauses von 350 auf 400 war eine Neuverteilung der Sitze und eine Neufestlegung der Wahlgrenzen erforderlich. Am 1. Februar 2022 gab die Wahlkommission ihre Berechnungen bekannt, wonach von der gesamten registrierten Bevölkerung von 66.171.439 zum 31. Dezember 2021 auf 165.429 Personen 1 Mitglied kommen muss. Diese Verteilung unterliegt der Zustimmung zu den Gesetzentwürfen zum Organgesetz, die von der Nationalversammlung geprüft werden.

## Ausgangslage

Wahlsieger nach Bezirk

Sollte Regierungschef Prayut Chan-o-cha 2023 wiedergewählt werden, würde seine Amtszeit einem Verfassungsgerichtsurteil vom 30. September 2022 zufolge nach zwei Jahren enden, da die Amtszeit des Regierungschefs gemäß Verfassung auf acht Jahre begrenzt ist. Die neu gegründete Partei Vereinigte Thailändische Nation hat Prayut angeboten, ihn als Kandidat für das Amt des Ministerpräsidenten zu unterstützen. Prayut wird dafür seine bisherige Partei Palang Pracharath verlassen.
Der Sprecher des Repräsentantenhauses Chuan Leekpai warnte in einem Interview am 1. Januar 2023 vor dem Stimmenkauf bei der Parlamentswahl, der eine weit verbreitete Rolle spielen werde.

## Parteien und Kandidaten

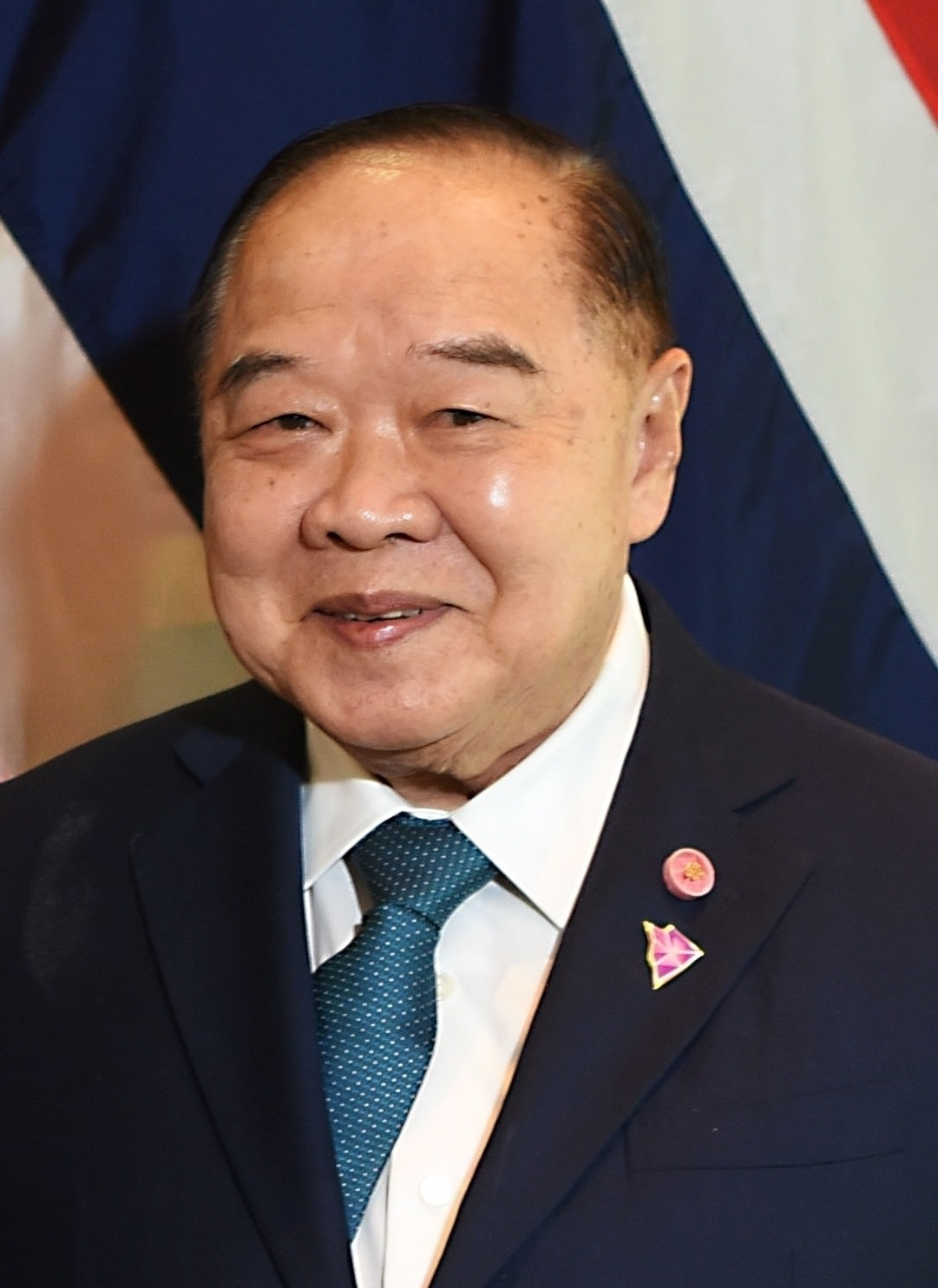
Prawit Wongsuwan (Phalang-Pracharat-Partei)
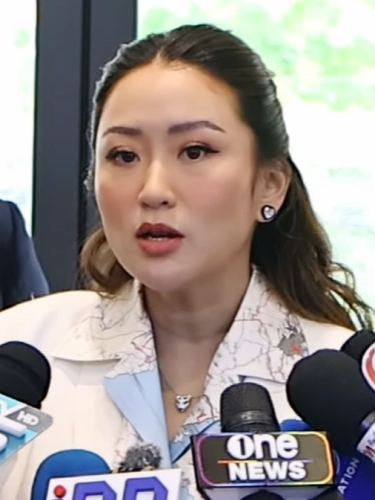
Paetongtarn Shinawatra (Pheu-Thai-Partei)
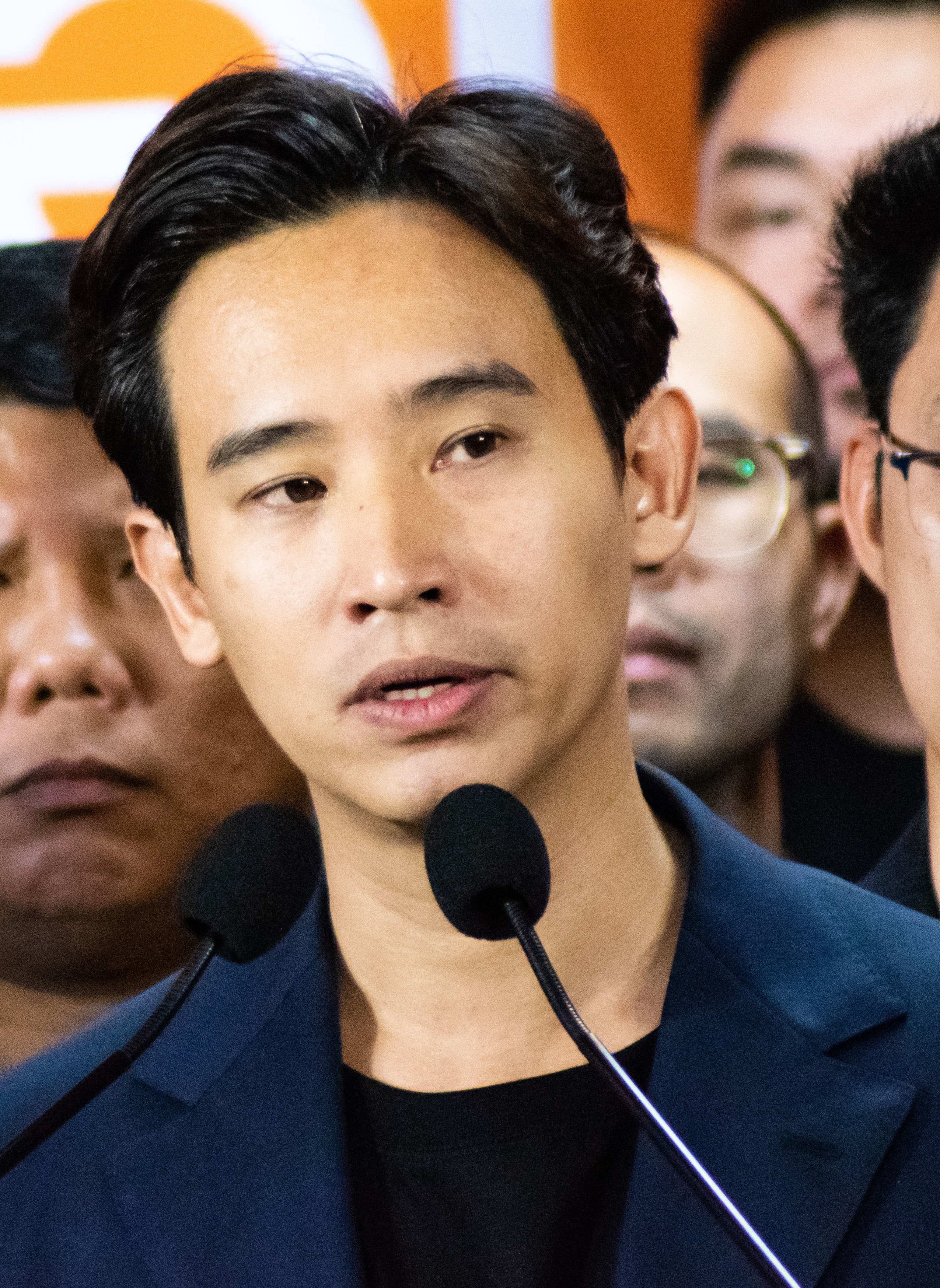
Pita Limjaroenrat (Fortschrittspartei)
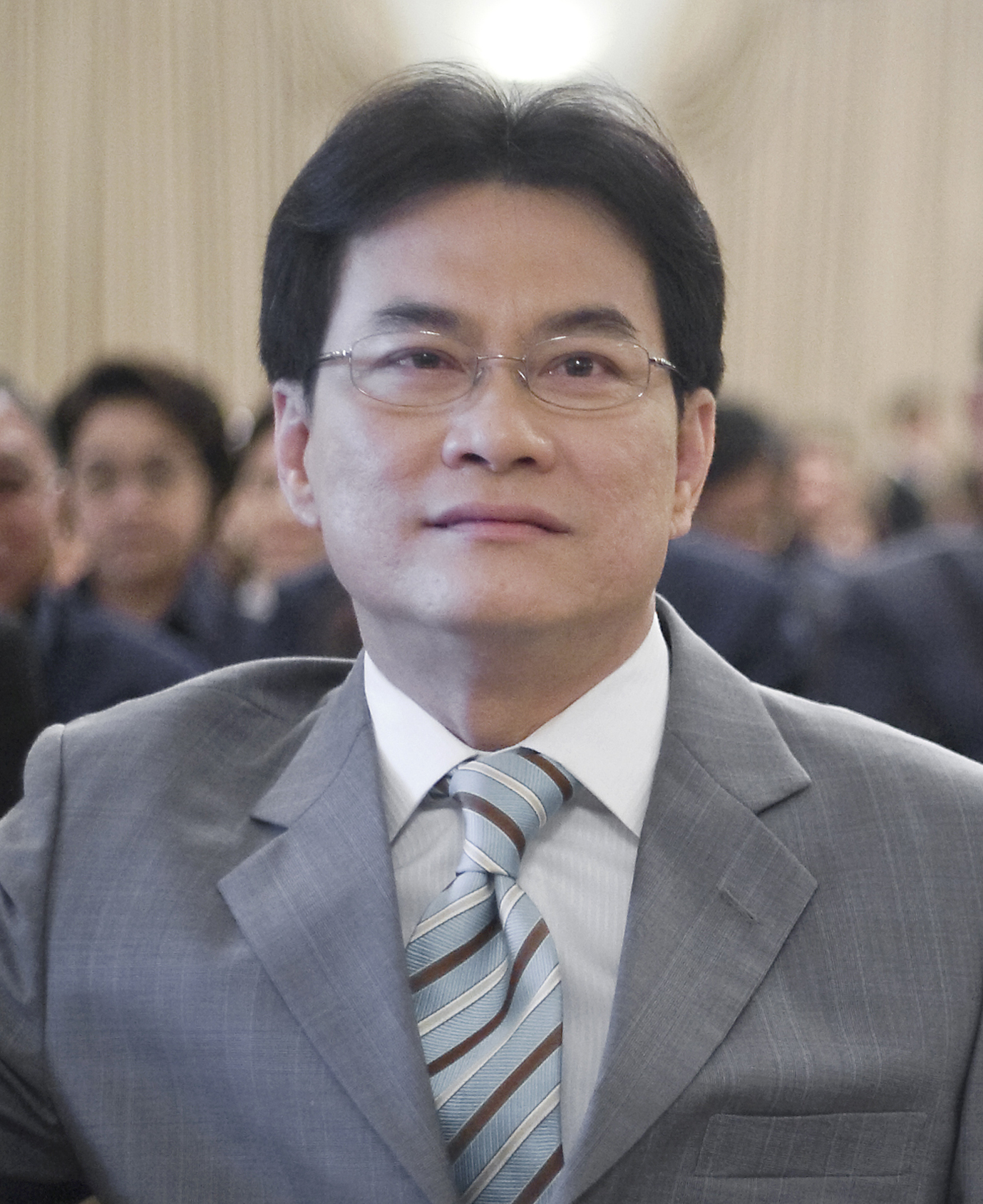
Jurin Laksanawisit (Demokratische Partei)
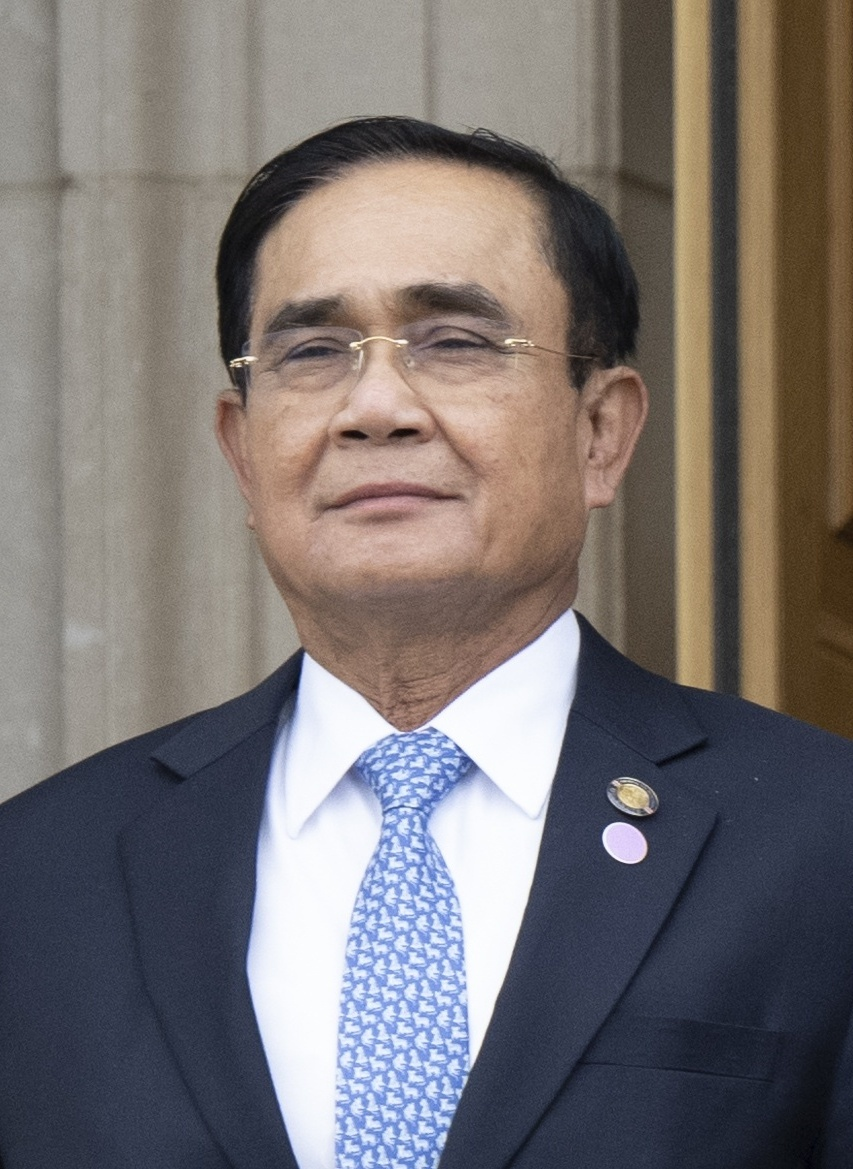
Prayut Chan-o-cha (Ruam-Thai-Sang-Chat-Partei)

## Umfrageergebnisse
| Umfrage Daten          | Umfrageinstitut                 | Stichprobe | Phalang Pracharat      | Pheu Thai | Fortschrittspartei | Demokratische Partei | Ruam Thai Sang Chat | keine Partei | Andere  | Führung |        |        |        |        |         |
| ---------------------- | ------------------------------- | ---------- | ---------------------- | --------- | ------------------ | -------------------- | ------------------- | ------------ | ------- | ------- | ------ | ------ | ------ | ------ | ------- |
| Umfrage Daten          | Umfrageinstitut                 | Stichprobe | 24.April - 03.Mai 2023 | Nation    | 114.457            | 3,18 %               | 39,83 %             | 29,18 %      | Andere  | Führung | 3,97 % | 7,45 % | 7,09 % | 9,30 % | 10,65 % |
| 24.–28. April 2023     | NIDA                            | 2.500      | 1,28 %                 | 37,92 %   | 35,36 %            | 3,32 %               | 12,84 %             | 1,24 %       | 8,04 %  | 2,56 %  |        |        |        |        |         |
| 22.–28. April 2023     | Daily News & Matichon           | 78.583     | 2,46 %                 | 33,65 %   | 50,29 %            | 1,05 %               | 6,05 %              | 0,96 %       | 5,54 %  | 16,64 % |        |        |        |        |         |
| 10.–20. April 2023     | Suan Dusit                      | 162.454    | 7,49 %                 | 41,37 %   | 19,32 %            | 7,30 %               | 8,48 %              | -            | 16,04 % | 22,05 % |        |        |        |        |         |
| 06.–20. April 2023     | Thairath News                   | 14.140     | 1,34 %                 | 40,38 %   | 36,49 %            | 2,35 %               | 12,51 %             | 3,58 %       | 3,36 %  | 3,89 %  |        |        |        |        |         |
| 08.–14. April 2023     | Daily News & Matichon           | 84.076     | 1,55 %                 | 38,89 %   | 32,37 %            | 1,83 %               | 12,84 %             | 2,21 %       | 10,31 % | 6,52 %  |        |        |        |        |         |
| 07.–12. April 2023     | Nation                          | 39.687     | 1,58 %                 | 35,75 %   | 16,02 %            | 3,50 %               | 4,50 %              | 32,27 %      | 6,38 %  | 3,48 %  |        |        |        |        |         |
| 03.–07. April 2023     | NIDA                            | 2.000      | 1,80 %                 | 47,00 %   | 21,85 %            | 4,50 %               | 11,40 %             | 2,35 %       | 12,90 % | 25,15 % |        |        |        |        |         |
| 01.–17. März 2023      | Suan Dusit                      | 10.614     | 7,11 %                 | 46,16 %   | 15,43 %            | 7,71 %               | 8,73 %              | -            | 14,86 % | 30,73 % |        |        |        |        |         |
| 02.–08. März 2023      | NIDA                            | 2000       | 2,30 %                 | 49,85 %   | 17,15 %            | 4,95 %               | 12,15 %             | 2,35 %       | 8,7 %   | 32,70 % |        |        |        |        |         |
| 17.–22. Dezember 2022  | NIDA                            | 2000       | 4,00 %                 | 42,95 %   | 16,60 %            | 5,35 %               | 6,95 %              | 8,30 %       | 15,85 % | 26,35 % |        |        |        |        |         |
| 15.–21. September 2022 | NIDA                            | 2.500      | 5,56%                  | 34,44%    | 13,56%             | 7,56%                | –                   | 24,00%       | 14,88%  | 20,88 % |        |        |        |        |         |
| 20.–23. Juni 2022      | NIDA                            | 2.500      | 7,00%                  | 36,36%    | 17,88%             | 6,32%                | –                   | 18,68%       | 11,14%  | 18,48 % |        |        |        |        |         |
| 10.–15. März 2022      | NIDA                            | 2.020      | 7,03 %                 | 25,89 %   | 16,24 %            | 7,97 %               | –                   | 28,86 %      | 14,01 % | 2,97 %  |        |        |        |        |         |
| 15.–21. Dezember 2021  | NIDA                            | 2.504      | 8,99 %                 | 23,52 %   | 13,18 %            | 7,15 %               | –                   | 37,14 %      | 10,02 % | 13,62 % |        |        |        |        |         |
| 20.–23. September 2021 | NIDA                            | 2.018      | 9,51 %                 | 22,50 %   | 15,11 %            | 7,78 %               | –                   | 30,82 %      | 14,28 % | 8,32 %  |        |        |        |        |         |
| 11.–16. Juni 2021      | NIDA                            | 2.515      | 10,70 %                | 19,48 %   | 14,51 %            | 9,54 %               | –                   | 32,68 %      | 13,09 % | 13,20 % |        |        |        |        |         |
| 23.–26. März 2021      | NIDA                            | 2.522      | 16,65 %                | 22,13 %   | 13,48 %            | 7,10 %               | –                   | 29,82 %      | 10,82 % | 7,69 %  |        |        |        |        |         |
| 20.–23. Dezember 2020  | NIDA                            | 2.533      | 17,80 %                | 23,61 %   | 14,92 %            | 7,46 %               | –                   | 26,49 %      | 9,72 %  | 2,88 %  |        |        |        |        |         |
| 18.–23. September 2020 | NIDA                            | 2.527      | 12,39 %                | 19,39 %   | 12,70 %            | 7,44 %               | –                   | 41,59 %      | 6,49 %  | 22,20 % |        |        |        |        |         |
| 22.–24. Juni 2020      | NIDA                            | 2.517      | 15,73 %                | 20,70 %   | 13,47 %            | 7,75 %               | –                   | 32,38 %      | 9,97 %  | 11,68 % |        |        |        |        |         |
| 18.–20. Dezember 2019  | NIDA                            | 2.511      | 16,69 %                | 19,95 %   | 30,27 %            | 10,83 %              | –                   | 13,46 %      | 8,80 %  | 10,32 % |        |        |        |        |         |
| 24. März 2019          | Parlamentswahl in Thailand 2019 | –          | 23,34 %                | 21,92 %   | 17,34 %            | 10,92 %              | –                   | 1,68 %       | 24,80 % | 1,46 %  |        |        |        |        |         |

## Auswirkungen

### Analyse
Phak Kao Klai (meistens mit MFP abgekürzt) gewann mit 152 Sitzen die meisten Sitze, darunter alle bis auf einen Sitz in Bangkok und übertraf Pheu Thai, die in Umfragen häufig als Wahlgewinner galt. Analysten sahen darin einen bedeutenden politischen Wandel, die Befürworter der Phak Kao Klai nannten die Ergebnisse einen „Wind des Wandels“ und den „Beginn einer neuen Ära“.
Die beiden wichtigsten Parteien, die mit der ehemaligen Militärjunta verbunden sind, Phalang Pracharat und der von ihr abgespaltenen Partei des Regierungschefs Prayut Chan-o-cha Ruam Thai Sang Chat verloren – im Vergleich zu Phalang Pracharats Ergebnis im Jahr 2019 – die Hälfte ihrer Sitze. Phak Prachathipat (häufig mit DP abgekürzt), ein Junior-Koalitionspartner, verlor ebenfalls mehr als die Hälfte ihrer Sitze. Bhumjaithai war die einzige Koalitionspartei, die bei dieser Wahl Sitze gewann.
Analysten waren von der Leistung von MFP überrascht. Dies wurde auf den Wunsch nach Veränderung, die Unzufriedenheit mit der Prayut-Premierministerschaft und den Widerwillen, für die ehemals dominierende Pheu Thai zu stimmen, zurückgeführt. Das ausgeprägte Engagement von Move Forward für die Reform des Majestätsbeleidigungsgesetzes des Landes könnte auch ein Thema gewesen sein, das die Wähler beeinflusst hat. Napon Jatusripitak, ein thailändischer Politikwissenschaftler am ISEAS-Yusof Ishak-Institut, meinte, dass diese Wahl die Bereitschaft des Landes signalisierte, vergangene politische Gräben zu überwinden und sich stattdessen auf Strukturreformen zu konzentrieren, „die die Rolle der traditionellen Machtzentren in Thailand betreffen“.

### Gescheiterte Regierungsbildung durch Fortschrittspartei
Der Vorsitzende der Phak Kao Klai, Pita Limjaroenrat, kündigte ein Achter-Parteien-Bündnis mit vier ehemaligen Oppositionsparteien – Pheu Thai, Thai Sang Thai, Prachachat und der Phak Seri Ruam Thai (häufig als TLP abgekürzt) – und drei neuen Parteien, der Phak Faer, Plung Sungkom Mai und Peu Thai Rumphlang, an, die zusammen 313 von 750 Sitzen in der Nationalversammlung haben. Am 22. Mai unterzeichneten die acht Parteien ein historisches „Memorandum der Verständigung“, in dem 23 politische Themen aufgeführt sind, auf die sie sich geeinigt haben, darunter die Wiederherstellung der Demokratie, die Verabschiedung eines Gesetzes zur Gleichstellung der Ehe und die Reform des Sicherheits- und Justizsystems. Das Thema Majestätsbeleidigung wurde jedoch außen vor gelassen.
Pita benötigt 376 Stimmen der gesamten Nationalversammlung, um zum Premierminister gewählt zu werden. Aufgrund des absehbaren Stillstands, dass keine Senatoren für eine Pita-Premierministerschaft stimmen würden, begannen einige, Bhumjaithai, die bei der Wahl den dritten Platz belegte, als „Königsmacher“ zu sehen und sich mit der von Phak Kao Klai geführten Koalition zu verbünden, aber während des Wahlkampfs hatte ihr Führer Anutin ein Bündnis mit Parteien ausgeschlossen, die das Majestätsbeleidigungsgesetz reformieren wollen. Einige Senatoren sagten, dass sie nicht automatisch für Pita stimmen würden, während sie erklärten, dass ihnen das Wohl des Landes am Herzen liege. Berichten zufolge kündigten jedoch 15 Senatoren an, seine Kandidatur für das Amt des Premierministers zu unterstützen. Die Zivilgesellschaft begann auch, die Senatoren unter Druck zu setzen, für Pita zu stimmen, und organisierte am 23. Mai eine Kundgebung in der Nähe des Parlaments.
Abgesehen von der Abstimmung über den Premierminister im Parlament gab es große Befürchtungen über eine mögliche Auflösung der Phak Kao Klai oder Gerichtsurteile gegen sie – das gleiche Schicksal wie ihrer faktischen Vorgängerpartei Phak Anakhot Mai. Pita wurde auch beschuldigt, Anteile an ITV zu besitzen, einem seit 2008 von der Börse genommenen Fernsehsender, was ihn als Abgeordneten disqualifizieren könnte.
Die Königlich Thailändischen Streitkräfte versprachen, die Ergebnisse der Parlamentswahlen zu respektieren und keinen Putsch zu starten.
Am 3. Juli wurde das neue Parlament von König Maha Vajiralongkorn eröffnet, und die Koalition einigte sich darauf, Wan Muhamad Noor Matha von der Prachachat-Partei als Sprecher zu nominieren, was den Weg für die Regierungsbildung ebnete. Wan war zuvor von 1996 bis 2000 Sprecher.
Am 13. Juli erlangte Pita aufgrund der zusätzlichen 250 militärischen Senatoren in der Nationalversammlung nicht genügend Stimmen bei seiner Wahl zum Premierminister. Am 19. Juli stimmte eine Mehrheit der Nationalversammlung gegen die geplante erneute Kandidatur Pitas für das Amt. Kurz zuvor ordnete das Verfassungsgericht die vorläufige Suspendierung seines Parlamentsmandats an, bis ein Urteil über einen möglichen Wahlrechtsverstoß aufgrund seiner Beteiligung an einem Medienunternehmen gefällt wurde.

### Regierungsbildung durch Pheu Thai

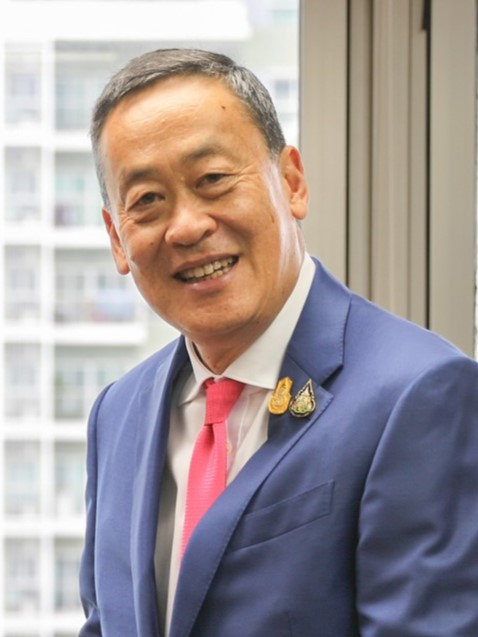
Srettha Thavisin

Nachdem die Versuche von Phak Kao Klai blockiert wurden, Pita zum Premierminister zu wählen, wurde die Möglichkeit, die Regierungsbildung zu leiten, an Pheu Thai weitergegeben, von denen erwartet wurde, dass sie Srettha Thavisin als Premierminister nominieren würden. Im Rahmen von Pheu Thais Versuchen, eine Regierung zu bilden, wurden Gespräche mit vielen konservativen und / oder pro-Junta-Parteien geführt, die darauf bestanden, dass sie aufgrund ihrer Politik zur Änderung der Majestätsbeleidigungsgesetze keine Koalition einschließlich Phak Kao Klai unterstützen würden. Dies, gepaart mit der Ankündigung, dass der im Exil lebende ehemalige Premierminister Thaksin Shinawatra nach Thailand zurückkehren würde, nährte Spekulationen über einen Deal mit den scheidenden Koalitionsparteien, bei dem Pheu Thai die Koalition mit Phak Kao Klai aufgeben würde.
Am 2. August kündigte Pheu Thai an, dass es die Acht-Parteien-Koalition verlassen und versuchen werde, eine neue Koalition zu bilden, die Phak Kao Klai ausschließt, mit Srettha als Kandidat für das Amt des Premierministers. Am 3. August gab das Verfassungsgericht bekannt, dass seine Entscheidung über Pitas Wiederernennung am 16. August fallen werde. Als Reaktion darauf wurde die für den 4. August geplante Abstimmung erneut auf den 22. August verschoben.
Am 7. August kündigten Pheu Thai und Bhumjaithai ein Bündnis an, das versuchen würde, eine neue Koalitionsregierung zu bilden. Ihnen schlossen sich am 9. August sechs Parteien an - Prachachart, Pheu Thai Ruam Palang, Chart Pattana Kla, Phak Seri Ruam Thai und kleinere Parteien, gefolgt von Chart Thai Pattana am 10. August, was ihre Gesamtzahl auf 238 Abgeordnete erhöhte, was weniger ist als die ursprüngliche Oppositionskoalition, die jedoch als günstiger für das konservative Militärestablishment im Senat angesehen wurde.
Am 16. August wies das Verfassungsgericht die Anträge auf Pitas Wiedernominierung mit der Begründung ab, dass der Kläger nicht die direkt betroffene Partei sei, und machte damit den Weg für eine neue Runde der Wahl zum Premierminister frei.
Am 21. August wurde eine Elf-Parteien-Koalition angekündigt, die die oben genannten Parteien sowie die mit dem Militär verbundenen Parteien Ruam Thai Sang Chat und Palang Pracharath für insgesamt 314 Abgeordnete umfasste.
Das Bündnis von Pheu Thai mit den Militärparteien war bei vielen Wählern, einschließlich einiger seiner eigenen Anhänger, umstritten, da seine Führer versprochen hatten, sich ihnen vor der Wahl nicht anzuschließen. Eine am Vortag von NIDA veröffentlichte Umfrage zeigte, dass rund 64 % der Befragten gegen ein Bündnis von Pheu Thai mit vom Militär unterstützten Parteien sind.
Am 22. August wurde Srettha Thavisin mit 482 Ja-Stimmen, 165 Nein-Stimmen und 81 Enthaltungen gewählt. Thaksin kehrte nach 15 Jahren selbstauferlegten Exils noch am selben Tag nach Thailand zurück und wurde umgehend vor Gericht und dann ins Gefängnis geschickt, um eine achtjährige Haftstrafe für seine ausstehenden Korruptionsverurteilungen zu verbüßen. König Maha Vajiralongkorn begnadigte Thaksin jedoch, indem er die zu verbüßende Haft auf ein Jahr reduzierte.

## Ergebnisse
| Partei                               | Partei                                           | Stimmen Parteiliste | Stimmen Parteiliste | Stimmen Parteiliste | Stimmen Parteiliste | Stimmen Wahlkreise | Stimmen Wahlkreise | Stimmen Wahlkreise | Stimmen Wahlkreise | Mandate                                                                                                   | Mandate                                                                                                   |
| Partei                               | Partei                                           | Anzahl              | %                   | ±                   | Mandate             | Anzahl             | %                  | ±                  | Direkt- mandate    | Gesamt | +/− |
| ------------------------------------ | ------------------------------------------------ | ------------------- | ------------------- | ------------------- | ------------------- | ------------------ | ------------------ | ------------------ | ------------------ | --- | --- |
|                                      | Fortschrittspartei                               | 14.438.851          | 38,01               |                     | 39                  | 9.665.433          | 25,40              |                    | 112                | 151 | |
|                                      | Pheu-Thai-Partei                                 | 10.962.522          | 28,86               |                     | 29                  | 9.340.082          | 24,54              |                    | 112                | 141 | |
|                                      | Ruam-Thai-Sang-Chat-Partei                       | 4.766.408           | 12,55               |                     | 13                  | 3.607.575          | 9,48               |                    | 23                 | 36 | |
|                                      | Bhumjaithai-Partei                               | 1.138.202           | 3,0                 |                     | 3                   | 5.133.441          | 13,49              |                    | 68                 | 71 | |
|                                      | Demokratische Partei                             | 925.349             | 2,44                |                     | 3                   | 2.278.857          | 5,99               |                    | 22                 | 25 | |
|                                      | Prachachat-Partei                                | 602.645             | 1,59                |                     | 2                   | 334.051            | 0,88               |                    | 7                  | 9 | |
|                                      | Phalang-Pracharat-Partei                         | 537.625             | 1,42                |                     | 1                   | 4.186.441          | 11,0               |                    | 39                 | 40 | |
|                                      | Liberale Partei                                  | 351.376             | 0,92                |                     | 1                   | 277.007            | 0,73               |                    | 0                  | 1 | |
|                                      | Thai-Sang-Thai-Partei                            | 340,178             | 0,9                 |                     | 1                   | 872.893            | 2,29               |                    | 5                  | 6 | |
|                                      | New Democracy Party                              | 273.428             | 0,72                |                     | 1                   | 13.583             | 0,04               |                    | 0                  | 1 | |
|                                      | Phak Mai (M) (พรรค ใหม่)                          | 249.731             | 0,66                |                     | 1                   | 1.365              | 0,0                |                    | 0                  | 1 | |
|                                      | Chart-Pattana-Partei                             | 212.676             | 0,56                |                     | 1                   | 297.946            | 0,78               |                    | 1                  | 2 | |
|                                      | Thai-County-Partei                               | 201.411             | 0,53                |                     | 1                   | 1.202              | 0,0                |                    | 0                  | 1 | |
|                                      | Chartthaipattana-Partei                          | 192.497             | 0,51                |                     | 1                   | 585.205            | 1,54               |                    | 9                  | 10 | |
|                                      | Pen-Tham-Partei (เป็นธรรม)                        | 184.817             | 0,49                |                     | 1                   | 9.653              | 0,03               |                    | 0                  | 1 | |
|                                      | Plung-Sungkom-Mai-Partei (พลังสังคมใหม่)            | 177.379             | 0,47                |                     | 1                   | 20.353             | 0,05               |                    | 0                  | 1 | |
|                                      | Khruthai-Pheu-Prachachn-Partei (ครูไทยเพื่อประชาชน) | 175.182             | 0,46                |                     | 1                   | 4.454              | 0,01               |                    | 0                  | 1 | |
|                                      | Thai-Ruam-Palang-Partei                          | 66.830              | 0,18                |                     | 0                   | 94.345             | 0,25               |                    | 2                  | 2 | |
|                                      | Sonstige                                         | 2.190.442           | 5,73                | —                   | —                   | 1.333.074          | 3,5                | —                  | —                  | — | — |
|                                      |                                                  |                     |                     |                     |                     |                    |                    |                    |                    | | |
| Gesamt                               |                                                  |                     |                     |                     |                     |                    |                    |                    |                    | | |
|                                      |                                                  |                     |                     |                     |                     |                    |                    |                    |                    | | |
| Wahlberechtigte                      | Wahlberechtigte                                  | 52.238.594          |                     |                     |                     | 52.238.594         |                    |                    |                    | Anm. Reihenfolge gemäß Ergebnis an Listenstimmen sowie ggf. an Wahlkreisstimmen (abweichend vom Original) | Anm. Reihenfolge gemäß Ergebnis an Listenstimmen sowie ggf. an Wahlkreisstimmen (abweichend vom Original) |
| Wähler                               | Wähler                                           |                     | 75,64               |                     |                     |                    | 75,64              |                    |                    | Anm. Reihenfolge gemäß Ergebnis an Listenstimmen sowie ggf. an Wahlkreisstimmen (abweichend vom Original) | Anm. Reihenfolge gemäß Ergebnis an Listenstimmen sowie ggf. an Wahlkreisstimmen (abweichend vom Original) |
| Ungültige Stimmen                    | Ungültige Stimmen                                | 1.509.836           | 3,82                |                     |                     | 1.457.899          | 3,69               |                    |                    | Anm. Reihenfolge gemäß Ergebnis an Listenstimmen sowie ggf. an Wahlkreisstimmen (abweichend vom Original) | Anm. Reihenfolge gemäß Ergebnis an Listenstimmen sowie ggf. an Wahlkreisstimmen (abweichend vom Original) |
| Gültige Stimmen                      | Gültige Stimmen                                  | 37.987.549          |                     |                     | 100                 | 38.056.960         |                    |                    | 400                | Anm. Reihenfolge gemäß Ergebnis an Listenstimmen sowie ggf. an Wahlkreisstimmen (abweichend vom Original) | Anm. Reihenfolge gemäß Ergebnis an Listenstimmen sowie ggf. an Wahlkreisstimmen (abweichend vom Original) |
| Quelle: Thailändische Wahlkommission |                                                  |                     |                     |                     |                     |                    |                    |                    |                    | | |